# 25302 Niim
25302 Niim este un asteroid din centura principală de asteroizi.

## Descriere
25302 Niim este un asteroid din centura principală de asteroizi. A fost descoperit pe 9 decembrie 1998 la Chichibu de Naoto Satō. El prezintă o orbită caracterizată de o semiaxă mare de 3,04 ua, o excentricitate de 0,04 și o înclinație de 10,3° în raport cu ecliptica.